# Jordánszky Elek

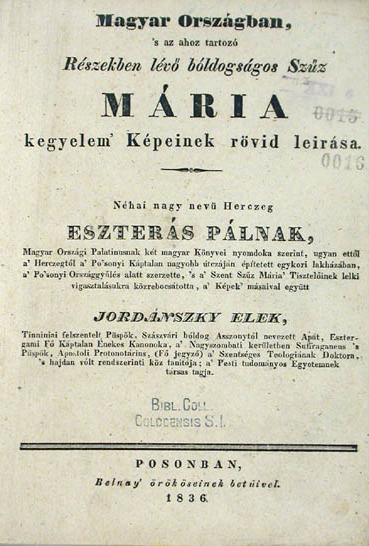
Jordanszky Elek: A Magyar Országban 's az ahoz tartozó részekben lévő Boldogságos Szűz Mária Kegyelem' képeinek rövid leírása. Posonban, 1836 címlapja

Jordánszky Elek (Kassa, 1765. szeptember 15. – Esztergom, 1840. február 17.) teológiai doktor, tinnini fölszentelt püspök, esztergomi kanonok.

## Élete
A gimnáziumot szülővárosában kezdte járni, azután Pozsonyban (1780-ban mint rhetor) folytatta, ahová apját áthelyezték, aki a magyar királyi udvari kamaránál viselt hivatalt. Miután Jordánszky gyermekéveit Kassán élte, az ott használt három nyelvet, a magyart, németet és szlovákot megtanulta. Később Pozsonyban még a francia és az olasz nyelvet is elsajátította. 1780-ban felvették növendékpapnak és a pozsonyi Emeriánumba küldték. 1782-83-ban a bölcselet első évét Nagyszombatban, a második évet 1784. június 1-jétől Pozsonyban végezte, ahol teológiát is tanult. 1789. szeptember 26-án miséspappá szentelték föl. 1790-től Berényi Miklós gróf fiai mellett volt nevelő Bodokon. 1792-98-ig szentszéki jegyző, a Prímási Levéltár őre, majd Batthyány bibornok titkára lett. 1798. február 2-ától 1805. január 2-áig Szölgyénben (Esztergom megye) viselt plébániai hivatalt. 1805-ben teológiai doktorrá avatták és Nagyszombatba az egyháztörténet és dogmatica tanárává nevezték ki. 1807. augusztus 10-én pozsonyi kanonok lett. 1808. május 7-étől 1813. március 31-éig a Pozsonyi Akadémia aligazgatója volt, mely tisztéről leköszönt. 1816. október 1-jén esztergomi kanonokká, majd szászvári apáttá és apostoli főjegyzővé, 1820. október 7-én sasvári főesperessé, 1825. március 25. Györgyről nevezett préposttá és főszékesegyházmegyei főesperessé, 1827-ben a nagyszombati kerület érseki helynökévé nevezték ki. 1830 szeptemberében tinnini püspökké szentelték föl.

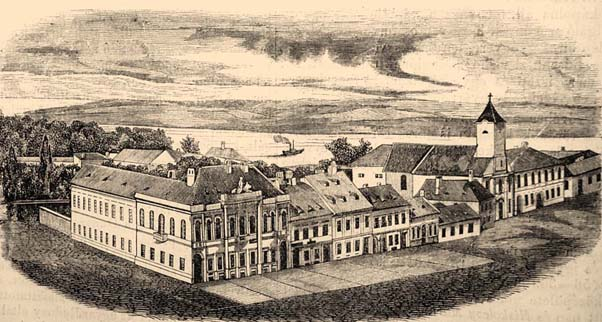
Főegyházi könyvtár és papnövelde Esztergomban (Vasárnapi Ujság 1856)

Az 1825. évi országgyűlésen az esztergomi káptalan követe volt, ahol beszédet is tartott és erről az országgyűlésről latin nyelven naplót is írt. 1837 áprilisában Rómába utazott és május 23-án érkezett vissza Bécsbe. Erről az útjáról szintén latin nyelven írt naplót. (ebből a pozsonyi Alveare latin nyelvű hírlap közölt részleteket).
Tudós főpap, jeles magyar, német és szlovák szónok és költő volt, aki a közügy, tudomány és művészet terén számos érdemet szerzett. Az esztergomi Fájdalmas Szűz-kápolna eredetileg csak három szoborból álló Kálváriáját 1838-ban Jordánszky Elek kanonok további 4 domborművel (Andreas Schroth), valamint a két lator szobrával egészíttette ki. Vendégszerető volt és szerette a tudósokkal való társalgást, azokkal kiterjedt levelezést folytatott. A latin nyelvet különösen kedvelte. Hagyatékának harmadát a szegényekre hagyta.
A Verebélyi és szentgyörgyi érseki szék táblabírája volt.

## A Jordánszky-kódex
Névadójává vált a Jordánszky-kódexnek, amelynek tartalma feltehetően boldog Báthory László pálos rendi szerzetes magyar nyelvű bibliafordításának másolata a XVI. század elejéről (1516-1519). Második fennmaradt bibliafordításunk az Ószövetség első hét könyvét és Szent Pál leveleinek kivételével a teljes Újszövetséget tartalmazza. A kódexet három darabban fedezték föl. Fő része a klarissze-apácák nagyszombati kolostorának eltörlése után 1782. Fába Mátyásnak, az esztergomi érseki káptalan akkori jegyzőjének birtokába jutott, ki 1820-ban Jordánszky Elek fölszentelt püspöknek ajándékozta. A kódex Jordánszky Elekről kapta a nevét és az ő hagyatékából jutott az esztergomi Főszékesegyházi Könyvtár tulajdonába. Később Jankovich Miklós a kódex elejéből még két levélnek jutott birtokába, amely részt róla Jankovich-töredékeknek nevezik. Ez a töredék Nagyszombat városára vonatkozó régi magyar levelek közül került az irodalomtudósok szeme elé. 1880-ban a Csemez József birtokában lévő nyelvemlékünk harmadik részét is felfedezték, amit róla Csemez-töredéknek neveztek el. Miután a felfedezett töredékeknek a Jordánszky-kódexhez való tartozását a Nemzeti Múzeum kutatói megállapították, a töredékeket a törzs-kódex új tulajdonosa, Simor János esztergomi érsek megvette és a Jordánszky-kódexszel egybeköttette. Ma a törzskódex (a tulajdonképpeni Jordánszky-kódex) az Esztergomi Főszékesegyház Könyvtárának tulajdona.
A Jankovich-töredéket az Országos Széchényi Könyvtár őrzi. A kódex egyike a legnagyobb és legfontosabb magyar nyelvemlékeknek. Fordítójának sokáig a 15. század második felében élt Bátori László budai pálos szerzetest tartották, akiről Gyöngyösi Gergely pálos főperjel 1525-ben készült krónikájában az van feljegyezve, hogy az egész Bibliát magyarra fordította, és erről ír Bod Péter Magyar Athenas c. művében is.

## Művei

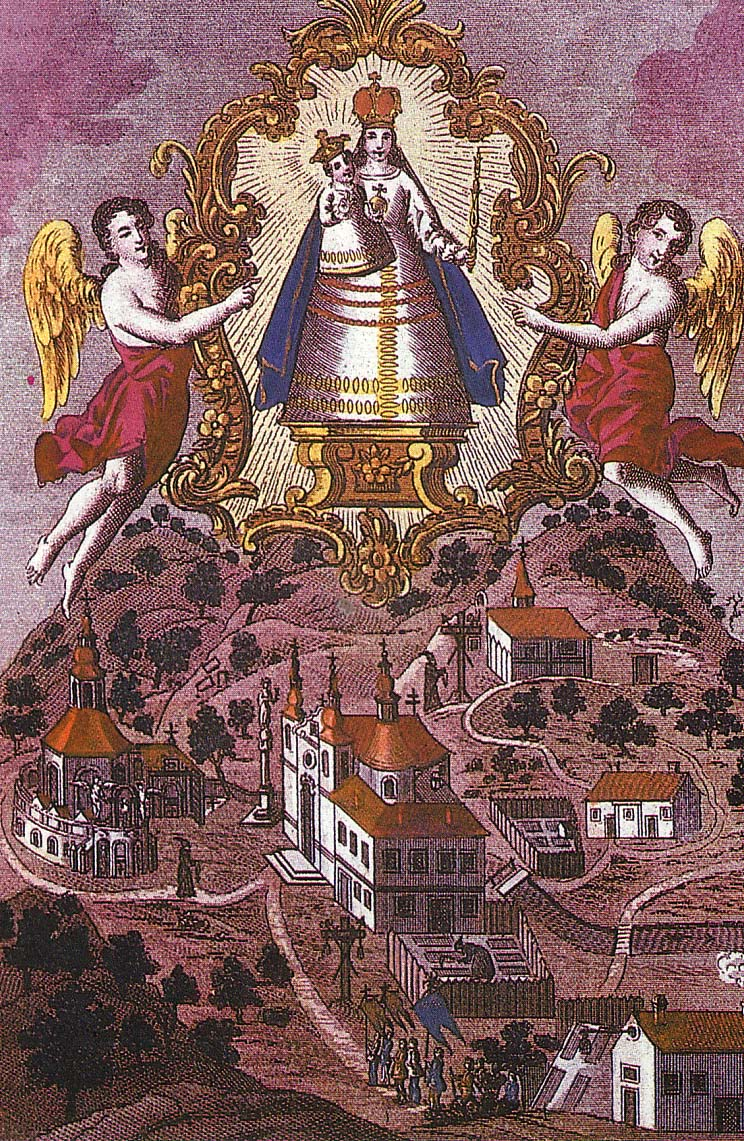
Mátraverebélyi kegytemplom, színezett metszet a Magyar Országban, ’s ahoz tartozó Részekben lévő boldogságos Szűz Mária kegyelem’ Képeinek rövid leírása című műből

- Catechismus in usum omnium ecclesiarum imperii Gallici. ... e Gallico in Latinum sermonem translatus. Posonii, 1808
- Szent Istvánnak első magyar királynak ünnepe[3] a nemzeti hálaadatosságra s a nemzeti könyörgésre gerjesztő ünnep. A környülállásokra alkalmaztatólag előadta Bécsben a tiszt. Kapuczinusok templomában Kis-Asszony havának 21. Posonii, 1808. (Hozzácsatolva: Szent István első magyar király végzéseinek első könyve herczeg Imre fiához.)
- Méltóságos és főtisztelendő nagy-győri püspöknek Vilt József úrnak ötven esztendős áldozó papnak, háláadó s könyörgő áldozattya alatt Pünkösd után hatodik vasárnapján sz. Jakab hava 14. 1811 a nagy győri püspöki főtemplomban mondott beszéd. Posonii, 1811
- Collectio declarationum sanctissimi domini Pii papae VII. ad gubérnium imperii Gallicani 1808. Posonii, 1815
- Egy igaz emberbarátnak gondolatai, a Német- (s Magyar-) országban meg-állapíttatott három vallás éránt. Ujra kinyomtattatott Bécsben 1799. Most pedig a magyar atyafiak kedveért németből magyarra fordíttatott s közre bocsáttatott. Posonii, 1816
- Biographi veteres sancti Martini Turonensis episcopi confessoris. Edidit Posonii, 1817
- A pápa a katholicismusra avagy anyaszentegyház közönséges voltára nézve. Nagyszombat, 1817 (Latinul. Posonii, 1817. Mind a kettő németből fordítva és névtelenül jelent meg.)
- Series Colocensium praesulum adornata e compluriumhistoricorum combinatione... Posonii, 1818
- Justa causa lugendi de grandi jactura et bene sperandi de gloria futura Ladislai e Com. Kollonitz. a.-episcop. Coloc. pie mortui. Posonii, 1818
- De haeresi abjuranda quid statuat ecclesia catholica? adversus Paschale anni 1821. Academiae Regiomontanae in Prussia programma disquiritur et sacrae synodo nationali Posoniensi humili devotione substernitur. Strigonii, 1822. (Ism. Hazai s Külf. Tudósítások 1823. I. 8. sz.)
- Sermo in solemnibus exequiis eccell., illetve ac rev. dni Josephi Kluch. episcopi Nitriensis ... habitus Nitriae in ecclesia cathedrali Calendis Maji 1827. Tyrnaviae. (17-28 lapig: Series episcoporum Nitriensium)
- Anrede bei dem vom 4-ten bis 17-ten Februar 1828 in der Kirche St. Elisabeth in Pressburg ruhenden Körper des heiligen Neiti Martyrers in derselben Kirche den 14. Februar 1836 gehalten, Pressburg
- Magyar Országban, ’s az ahoz tartozó Részekben lévő bóldogságos Szűz Mária kegyelem’ Képeinek rövid leirása. Posonban, 1836